# Хатожа
Хатожа— деревня в Куйбышевском районе Калужской области России, в составе сельского поселения «Поселок Бетлица».

## География
Находится на берегах рек Хатожка, Ольшанка, Горелица. Рядом — посёлок Бетлица,  а также одноимённая железнодорожная станция, также посёлок Михайловский и деревня Садовище.

## История
В 1782 году деревня Хатыжь и Падерки Жиздринского уезда Лавровых, Левшиных, Елагиных, Беклемишевых, Ждановых.

## Население
| 2002 | 2010 |
| ---- | ---- |
| 80   | ↘53  |